# Cheilymenia
Cheilymenia is een geslacht van schimmels dat behoort tot de familie Pyronemataceae. De typesoort is Cheilymenia stercorea.

## Soorten
Volgens Index Fungorum telt het geslacht 67 soorten (peildatum november 2023): 
| Soortnaam                                              | Auteur(s)                                       | Publicatiejaar |
| ------------------------------------------------------ | ----------------------------------------------- | -------------- |
| Cheilymenia apiculispora                               | J. Moravec                                      | 2003           |
| Cheilymenia asteropila                                 | J. Moravec                                      | 1990           |
| Cheilymenia aurantiacorubra                            | K.S. Thind & S.C. Kaushal                       | 1981           |
| Cheilymenia aurea (Goudgeel borstelbekertje)           | Boud.                                           | 1907           |
| Cheilymenia bisetosa                                   | (K.S. Thind & S.C. Kaushal) Chin S. Yang & Korf | 1985           |
| Cheilymenia bohemica (Kaal borstelbekertje)            | (Velen.) J. Moravec                             | 1990           |
| Cheilymenia cadaverina                                 | (Velen.) Svrček                                 | 1977           |
| Cheilymenia campestris                                 | (P. Crouan & H. Crouan) J. Moravec              | 1992           |
| Cheilymenia chandigarhii                               | K.S. Thind & Waraitch                           | 1974           |
| Cheilymenia chionophila                                | T. Schumach.                                    | 1992           |
| Cheilymenia ciliata                                    | (Fr.) Maas Geest.                               | 1969           |
| Cheilymenia cinnabarina                                | (Schwein.) Rea                                  | 1917           |
| Cheilymenia citrinella                                 | (Velen.) Svrček                                 | 1977           |
| Cheilymenia coprinaria (Langharig borstelbekertje)     | (Cooke) Boud.                                   | 1907           |
| Cheilymenia coprinella                                 | (Sacc.) Boud.                                   | 1907           |
| Cheilymenia coprogena                                  | (Berk. & Broome) Rifai                          | 1968           |
| Cheilymenia crassistriata (Streepspoorborstelbekertje) | (J. Moravec) J. Moravec                         | 1990           |
| Cheilymenia crucipila (Gaffelborstelbekertje)          | (Cooke & W. Phillips) Le Gal ex Denison         | 1964           |
| Cheilymenia dennisii (Oranje borstelbekertje)          | J. Moravec                                      | 2005           |
| Cheilymenia erecta                                     | (Sowerby) Boud.                                 | 1907           |
| Cheilymenia fimicola                                   | (Bagl.) Dennis                                  | 1978           |
| Cheilymenia fraudans (Kortharig borstelbekertje)       | (P. Karst.) Boud.                               | 1907           |
| Cheilymenia fulvescens                                 | (Nyl.) Boud.                                    | 1907           |
| Cheilymenia gemella                                    | (P. Karst.) J. Moravec                          | 1990           |
| Cheilymenia granulata (Oranje mestzwammetje)           | (Bull.) J. Moravec                              | 1990           |
| Cheilymenia humarioides                                | (Rehm) Gamundí                                  | 1972           |
| Cheilymenia hyalochaeta                                | (Speg.) Gamundí                                 | 1960           |
| Cheilymenia insignis (Harig borstelbekertje)           | (P. Crouan & H. Crouan) Boud.                   | 1907           |
| Cheilymenia karstenii                                  | J. Moravec                                      | 1990           |
| Cheilymenia lacteoalba (Melkwit borstelbekertje)       | Arnolds & J. Moravec                            | 1994           |
| Cheilymenia laevispora                                 | Dougoud                                         | 2014           |
| Cheilymenia lemuriensis                                | R. Heim                                         | 1953           |
| Cheilymenia lentiformis                                | (Pers. ex Sacc.) Boud.                          | 1907           |
| Cheilymenia liskae (Bleekharig borstelbekertje)        | J. Moravec, R. Fellner & Landa                  | 1989           |
| Cheilymenia loennbohmii                                | (P. Karst.) Boud.                               | 1907           |
| Cheilymenia lundqvistii                                | J. Moravec                                      | 1992           |
| Cheilymenia luteopallens                               | (Nyl.) Boud.                                    | 1907           |
| Cheilymenia magnifica                                  | (W.Y. Zhuang & Korf) J. Moravec                 | 1990           |
| Cheilymenia magnipila                                  | J. Moravec                                      | 1968           |
| Cheilymenia megaspora                                  | (Gamundí) J. Moravec                            | 1989           |
| Cheilymenia micropila                                  | Svrček & J. Moravec                             | 1968           |
| Cheilymenia muscorum                                   | (Holmsk.) Boud.                                 | 1907           |
| Cheilymenia notabilispora                              | J. Moravec                                      | 1968           |
| Cheilymenia oligotricha                                | (P. Karst.) J. Moravec                          | 1990           |
| Cheilymenia pallida                                    | A.E. Bell & Dennis                              | 1971           |
| Cheilymenia parvispora                                 | J. Moravec                                      | 1994           |
| Cheilymenia pediseta                                   | (Clem.) J. Moravec                              | 1990           |
| Cheilymenia polaripustulata                            | J. Moravec                                      | 1998           |
| Cheilymenia pseudohumarioides                          | Dissing, J. Moravec & Sivertsen                 | 1989           |
| Cheilymenia pulcherrima (Fraai borstelbekertje)        | (P. Crouan & H. Crouan) Boud.                   | 1907           |
| Cheilymenia qilianshanica                              | W.Y. Zhuang & H.D. Zheng                        | 2020           |
| Cheilymenia radhanagarensis                            | S.D. Patil & M.S. Patil                         | 1984           |
| Cheilymenia raripila (Blond borstelbekertje)           | (W. Phillips) Dennis                            | 1960           |
| Cheilymenia sclerotiorum                               | T. Schumach.                                    | 1992           |
| Cheilymenia simlensis                                  | K.S. Thind & Waraitch                           | 1974           |
| Cheilymenia sinensis                                   | W.Y. Zhuang                                     | 2010           |
| Cheilymenia squamosa                                   | (Schumach.) Boud.                               | 1907           |
| Cheilymenia stercoraria (Scharlaken borstelbekertje)   | (Velen.) J. Moravec                             | 1990           |
| Cheilymenia stercorea (Mestborstelbekertje)            | (Pers.) Boud.                                   | 1907           |
| Cheilymenia subhirsuta                                 | (Schumach.) Boud.                               | 1907           |
| Cheilymenia tandonii                                   | K.S. Thind & S.C. Kaushal                       | 1981           |
| Cheilymenia tervetensis                                | Raitv. & Vimba                                  | 2006           |
| Cheilymenia theleboloides (Compostborstelbekertje)     | (Alb. & Schwein.) Boud.                         | 1907           |
| Cheilymenia uvarum                                     | (Rehm) Boud.                                    | 1907           |
| Cheilymenia villosa                                    | Gamundí                                         | 1972           |
| Cheilymenia vinacea                                    | (Rabenh.) Boud.                                 | 1907           |
| Cheilymenia vitellina (Dottergeel borstelbekertje)     | (Pers.) Dennis                                  | 1960           |